# Orphinus affinis
Orphinus affinis es una especie de escarabajo de piel del género Orphinus, de la familia Dermestidae, orden Coleoptera.

## Distribución
Se distribuye por Asia: Indonesia, en la isla de Célebes.

## Taxonomía
Fue descrita por Reitter en 1881.